# 1666 w muzyce

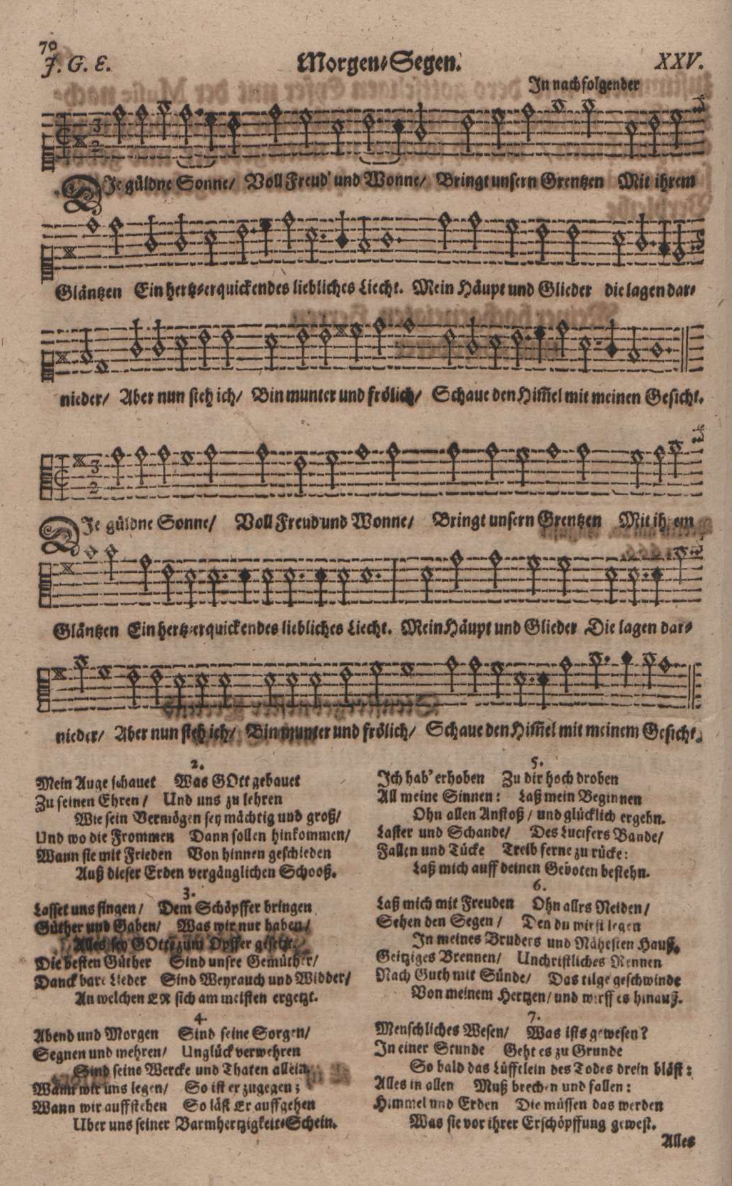
Pierwsza strona "Die güldne Sonne voll Freud und Wonne" (Rösner, Frankfurt nad Odrą, 1666). Głos sopranowy i altowy z tekstem pierwszej zwrotki, tekst zwrotek 2-7

Wydarzenia muzyczne w 1666 roku.

## Wydarzenia
- 20 lutego - opera Francesco Cavallego pt. Pompeo Magno, została wystawiona po raz pierwszy w Wenecji, w Teatro S Salvatore.

## Urodzili się
- 18 kwietnia – Jean-Féry Rebel, francuski kompozytor, skrzypek i klawesynista (zm. 1747)
- 5 maja – Johann Heinrich Buttstett, niemiecki kompozytor, organista i teoretyk muzyki (zm. 1727)
- październik – Nicolaus Vetter, kompozytor (zm. 1734)
- 5 listopada – Attilio Ariosti, włoski kompozytor (zm. 1729)
- 25 listopada – Giuseppe Giovanni Battista Guarneri, lutnik (zm. ok. 1740)
- 5 grudnia – Francesco Scarlatti, kompozytor (zm. 1741)

## Zmarli
- 24 stycznia – Johann Andreas Herbst, kompozytor i teoretyk muzyki (ur. 1588)
- 24 lutego – Nicholas Lanier, śpiewak i kompozytor (ur. 1588)
- 30 czerwca – Adam Krieger, niemiecki kompozytor (ur. 1634)

## Muzyka poważna

### Opera
- Antonio Draghi – La Mascherata
- Carlo Pallavicino – Demetrio
- Antonio Sartorio – Seleuco